# European Inventor Award
De European Inventor Award (voormalig European Inventor of the Year) is een reeks prijzen, in verschillende categorieën, die sinds 2006 jaarlijks worden uitgereikt door het Europees Octrooibureau (EPO) in samenwerking met de Europese Commissie en sinds 2008 ook het land dat op het moment van uitreiking het voorzitterschap van de Raad van de Europese Unie op zich neemt. De winnaars in elke categorie ontvangen een beeld als prijs in de vorm van een zeil. Er wordt geen geldprijs aan de laureaat toegekend. De categorieën waarin jaarlijks nominaties worden geselecteerd en een laureaat wordt gekozen door een internationale jury zijn:
- Industrie, genomineerden zijn uitvinders van opmerkelijke en commercieel succesvolle technologieën waarbij het patent is aangevraagd door grote Europese bedrijven (minstens 250 personeelsleden en omzet van meer dan 50 miljoen euro)
- Midden- en kleinbedrijven/Kleine of middelgrote ondernemingen (tot 2010 de gegroepeerde categorie MKB/KMO - Onderzoek), genomineerden zijn uitvinders waarbij het patent werd aangevraagd door Europese bedrijven met minder dan 250 personeelsleden en/of een omzet van minder dan 50 miljoen euro
- Onderzoek (aparte categorie sinds 2011), genomineerden zijn onderzoekers van onderzoeksinstituten of universiteiten waarbij het onderzoek idealiter heeft geleid tot een ontdekking met groot commercieel succes die geleid heeft tot een voordeel voor de maatschappij.
- Niet-Europese landen, genomineerden behoren tot een niet-Europese organisatie of bedrijf die het patent heeft neergelegd. De ontdekking of de gerelateerde producten dienen in Europa beschikbaar te zijn en een commercieel succes in Europa te kennen.
- Carrièreprijs, genomineerden zijn Europese ontdekkers die op langere termijn een bijdrage hebben geleverd aan hun expertisedomein en de maatschappij in het algemeen.

De patentonderzoekers van het EPO, alsook patentonderzoekers van de lidstaten van het EPO, worden evenals het grote publiek uitgenodigd ontdekkingen in te dienen voor de onderscheiding, waarvan de patentaanvraag bij het EPO werd neergelegd, en die een belangrijke bijdrage hebben geleverd aan de innovatie, de economie en de samenleving in Europa.

## Eerdere edities

### 2011
De prijzen werden op 19 mei 2011 uitgereikt in de Academie van Wetenschappen van Hongarije in Boedapest. Hongarije was in het voorjaar van 2011 de voorzitter van de Raad van de Europese Unie. De jury werd voorgezeten door de voorzitter van het Europees Parlement, Jerzy Buzek en bevatte bekende bedrijfsleiders, vooraanstaande wetenschappers, de directeur van het Deutsches Museum en hoogleraar en uitvinder Ernő Rubik.
De carrièreprijs werd toegekend aan Per-Ingvar Brånemark voor zijn werk rond osseointegratie en de geschapen mogelijkheden bij implantatietechnieken in tandheelkunde en plastische chirurgie. De industrieprijs ging naar Ann Lambrechts van het Belgische Bekaert voor de ontdekking en commercialisering van een sterke staalvezelbeton door gebruik van specifiek gevormde staaldraadsegmentjes. De MKB/KMO prijs werd toegekend aan Jens Dall Bentzen van het Deense Dall Energy Aps voor zijn uitwerking van een biomassacentrale waar biobrandstoffen kunnen verbrand worden met lage emissies. De onderzoeksprijs werd toegekend aan Christine Van Broeckhoven van het Vlaams Interuniversitair Instituut voor Biotechnologie voor haar onderzoek naar de ziekte van Alzheimer en de prijs voor de Niet-Europese landen kwam toe aan Ashok Gadgil en Vikas Garud van University of California/Lawrence Berkeley National Laboratory, Verenigde Staten met commercialisatie door WaterHealth International voor hun uitvinding van een desinfectietoestel op basis van een uv-lamp waarmee goedkoop grote hoeveelheden water gedesinfecteerd kan worden.

## Overzicht winnaars
| Jaar | Datum en plaats uitreiking                            | Winnaar Industrie | Winnaar MKB/KMO                                                                                               | Winnaar Onderzoek | Niet Europees Winnaar | Winnaar Carrière | Winnaar Publiek |
| ---- | ----------------------------------------------------- | --- | --- | --- | --- | --- | --- |
| 2019 | 20 juni Wenen                                         | Klaus Feichtinger en Manfred Hackl ( Oostenrijk) voor de uitvinding van "Higher-performance plastic recycling"                                           | Rik Breur ( Nederland) voor zijn "Marine antifouling fibre wrap"                                              | Jérôme Galon ( Frankrijk) voor de uitvinding van "Immunoscore®, a clearer cancer test" | Akira Yoshino ( Japan) voor de uitvinding van "Lithium-ion battery and its evolution" | Margarita Salas Falgueras ( Spanje) voor "DNA amplification for genomics"                                                      | Margarita Salas Falgueras ( Spanje) voor "DNA amplification for genomics"                                                                  |
| 2018 | 7 juni Parijs                                         | Agnès Poulbot en Jacques Barraud ( Frankrijk) voor "Auto-regenerating" autobanden                                                                        | het tema van Jane ní Dhulchaointigh (Ierland) voor Sugru: multi-purpose mouldable glue                        | Jens Frahm ( Duitsland) zijn uitvinding van realtime mri | Esther Sans Takeuchi ( Verenigde Staten) voor batterijen voor Implantable Cardioverter Defibrillator, afgekort ICD,                                                                          | Ursula Keller ( Zwitserland) de voor de uitvinding van de semiconductor saturable absorber mirror voor snel pulserende lasers. | Erik Loopstra ( Nederland) en Vadim Banine (Nederland & Rusland) voor een techniek om nog kleinere en krachtigere microchips te produceren |
| 2017 | 15 juni Venetië                                       | Jan van den Boogaart en Oliver Hayden ( Nederland /Oostenrijk) voor het uitvinden van een snelle bloedtest voor malaria                                  | Günter Hufschmid ( Duitsland Duitsland) Superspons tegen olieverspilling                                      | Laurent Lestarquit, José Ángel Ávila Rodríguez, Günter W. Hein, Jean-Luc Issler en Lionel Ries ( Frankrijk Spanje, Duitsland, België) voor verbetering van satellietnavigatie Galileo (navigatiesysteem) | James G. Fujimoto, Eric A. Swanson Robert Huber (USA, Duitsland) voor medische beeldvorming door middel van Optische coherentietomografie(OCT)                                               | Rino Rappuoli (Italië) voor verbetering van vaccines tegen meningitis, kinkhoest en andere infectieziekte                      | Adnane Remmal (Marokko) voor het versterken van antibiotica met Etherische olie                                                            |
| 2016 | 9 juni MEO Arena Lissabon                             | Bernhard Gleich, Jürgen Weizenecker en team Duitsland Magnetic Particle Imaging (MPI)                                                                    | Helen Lee Verenigd Koninkrijk Diagnose-kits voor ontwikkelingslanden                                          | Alim Louis Benabid Frankrijk Behandeling voor de ziekte van Parkinson | Robert Langer Verenigde Staten Doelgerichte anti-kankermedicijnen | Anton van Zanten Nederland Electronic stability program (ESP)                                                                  | - |
| 2015 | 11 juni Palais Brongniart Parijs                      | Franz Amtmann Nederland en Philippe Maugars Frankrijk Near field communication (NFC) technologie                                                         | Laura van 't Veer, et al. Nederland Borstkankertest gebaseerd op genonderzoek                                 | Ludwik Leibler Frankrijk Vitrimers, een nieuw soort polymeer | Sumio Iijima, Akira Koshio & Masako Yudasaka Japan Koolstofnanobuisjes | Andreas Manz Zwitserland Microchip-sized analysis system                                                                       | |
| 2014 | 17 juni Deutsche Telekom Berlijn                      | Koen Andries, Jérôme Guillemont, Imre Csoka, Laurence F.F. Marconnet-Decrane, Frank C. Odds, Jozef F.E. Van Gestel, Marc Venet, en Daniel Vernier België | Peter Holme Jensen, Claus Hélix-Nielsen, Danielle Keller Duitsland                                            | Christofer Toumazou Verenigd Koninkrijk | Charles W. Hull Verenigde Staten | Artur Fischer Duitsland | |
| 2013 | 28 mei Beurs van Berlage Amsterdam                    | Claus Hämmerle Klaus Brüstle Oostenrijk | Pål Nyrén Zweden                                                                                              | Patrick Couvreur België | Ajay Bhatt India | Martin Schadt Zwitserland | Jose Luis Lopez Gomez Spanje |
| 2012 | 14 juni Royal Danish Playhouse Kopenhagen             | Jan Tøpholm Søren Westermann Svend Vitting Andersen Denemarken () gehoor                                                                                 | Manfred Stefener Oliver Freitag Jens Müller Duitsland () Methanolbrandstofcel                                 | Gilles Gosselin Jean-Louis Imbach Martin L. Bryant Frankrijk () medicatie hepatitis B | John O' Sullivan Graham Daniels Terence Percival Diethelm Ostry John Deane Australië () draadloze LAN (Wi-Fi)                                                                                | Josef Bille Duitsland | |
| 2011 | 19 mei Hongaarse Academie van Wetenschappen Boedapest | Ann Lambrechts België (Bekaert) Staalvezeltoepassingen                                                                                                   | Jens Dall Bentzen Denemarken (Dall Energy Aps) biobrandstof                                                   | Christine Van Broeckhoven België (Vlaams Interuniversitair Instituut voor Biotechnologie) Alzheimer onderzoek                                                                                            | Ashok Gadgil Vikas Garud Verenigde Staten Universiteit van Californië UV-waterbehandeling | Per-Ingvar Brånemark Zweden ()                                                                                                 | |
| 2010 | 28 april Eurostars Tower Hotel Madrid                 | Albert Markendorf Zwitserland & Raimund Loser Duitsland () 3D scanner                                                                                    | Jürgen Pfitzer Duitsland Helmut Nägele Duitsland () Biologisch afbreekbare kunststof                          | / | Sanjai Kohli Verenigde Staten& Steven Chen Verenigde Staten () GPS-systeem EX AEQUO Ben Wiens Canada& Danny Epps Canada () Elektrochemische brandstofcel                                     | Wolfgang Krätschmer Duitsland ()                                                                                               | |
| 2009 | 28 april Kasteel van Praag Tsjechië                   | Jürg Zimmermann Zwitserland Brian Drucker Verenigde Staten () medicatie chronisch leukemie                                                               | Joseph Le Mer Frankrijk () Warmtewisselaar                                                                    | / | Zhou Yiqing China () anti-malaria medicatie | Adolf Goetzberger Duitsland ()                                                                                                 | |
| 2008 | 6 mei ? Ljubljana                                     | Norbert Enning, Ulrich Klages, Heinrich Timm, Gundolf Kreis, Alois Feldschmid, Christian Dornberg & Karl Reiter Duitsland (Audi) Alugebruik carrosserie  | Douglas Anderson, Robert Henderson and Roger Lucas Verenigd Koninkrijk (Optos) pijnloze laser retinaonderzoek | / | Philip S. Green Verenigde Staten (SRI International) chirurgische robotsysteem | Erik De Clercq België (KU Leuven)                                                                                              | |
| 2007 | 18 april Internationaal Congres Center München        | Franz Lärmer & Andrea Urban Duitsland (Robert Bosch GmbH) Bosch Proces                                                                                   | Catia Bastioli Italië (Novamont) Biologisch afbreekbare kunststof                                             | / | Joseph P. Vacca Verenigde Staten (Merck Research Laboratories) Crixivan | Marc Feldmann Verenigd Koninkrijk (Kennedy Institute of Rheumatology)                                                          | |
| 2006 | 3 mei Autoworld Brussel                               | Zbigniew Janowicz Cornelis Hollenberg () eiwitproductie in Hansenula gist                                                                                | Stephen P.A. Fodor Michael C. Pirrung J. Leighton Read Lubert Stryer () DNA-chip                              | Peter Grünberg Duitsland () GMR effect | John Starrett Joanne Bronson John Martin Muzammil Mansuri David Tortolani () fosfonaatsproductie SAMEN MET Larry Gold Craig Tuerk () eiwittenwerking van ziektes waaronder maculadegeneratie | Federico Faggin Italië microprocessor                                                                                          | |